# Salinen von Sečovlje

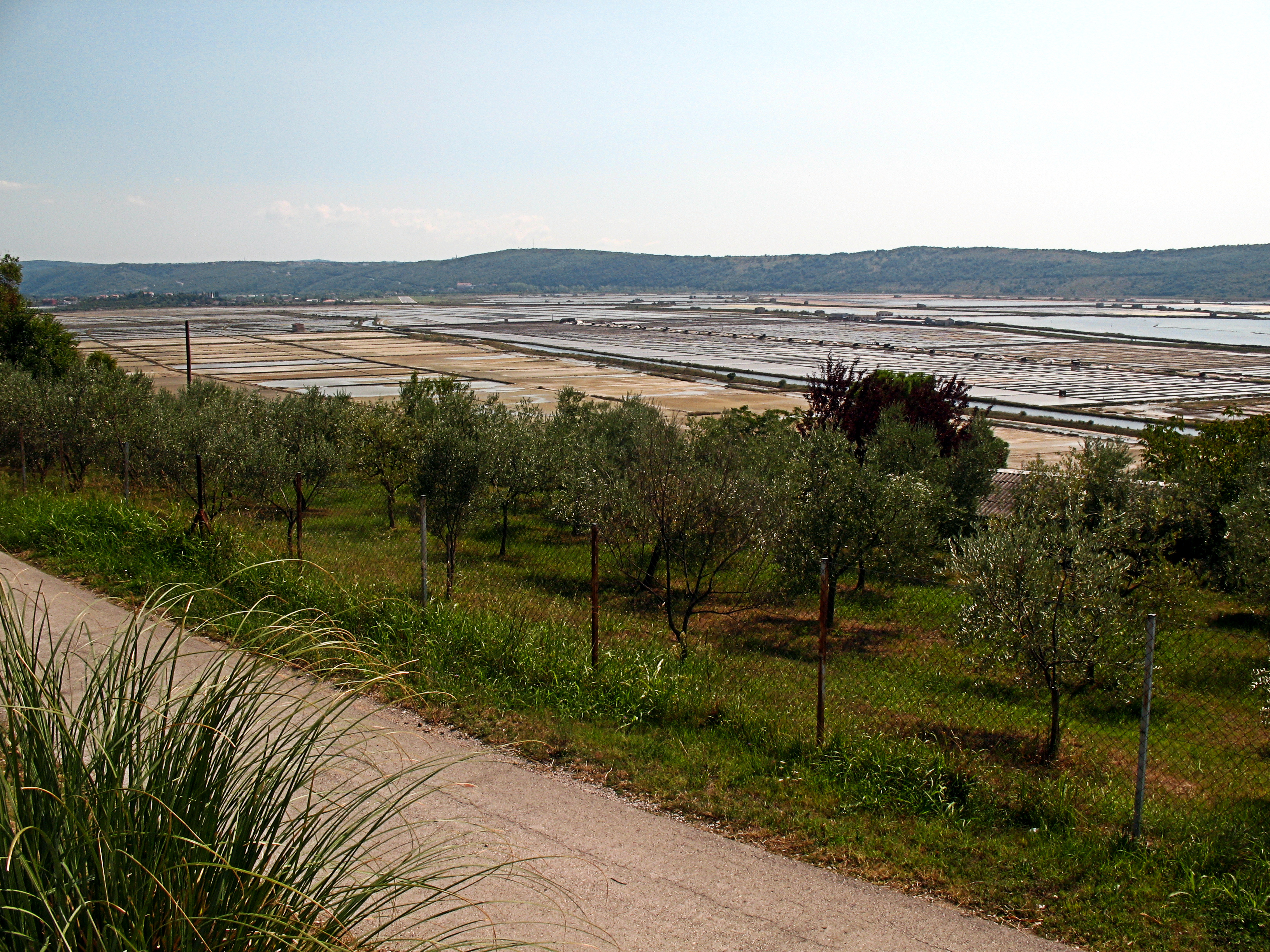
Salinen von Sečovlje

Die Salinen von Sečovlje (slowenisch Sečoveljske soline, italienisch Saline di Sicciole, früher Salinen von Piran, slowenisch Piranske soline, italienisch Saline di Pirano) sind ein Naturpark mit einer Fläche von 6,5 km² in der Nähe des Ortes Seča auf dem Gebiet der Gemeinde Piran, Slowenien. Sie liegen in der Bucht von Piran direkt an der Grenze mit Kroatien. Der Naturpark wird im Norden durch den Kanal des Hl. Bartholomäus und im Süden durch den Fluss Dragonja begrenzt. Der nördliche Teil der Salinen heißt Lera, der südliche Fortanigge.

## Salzgewinnung

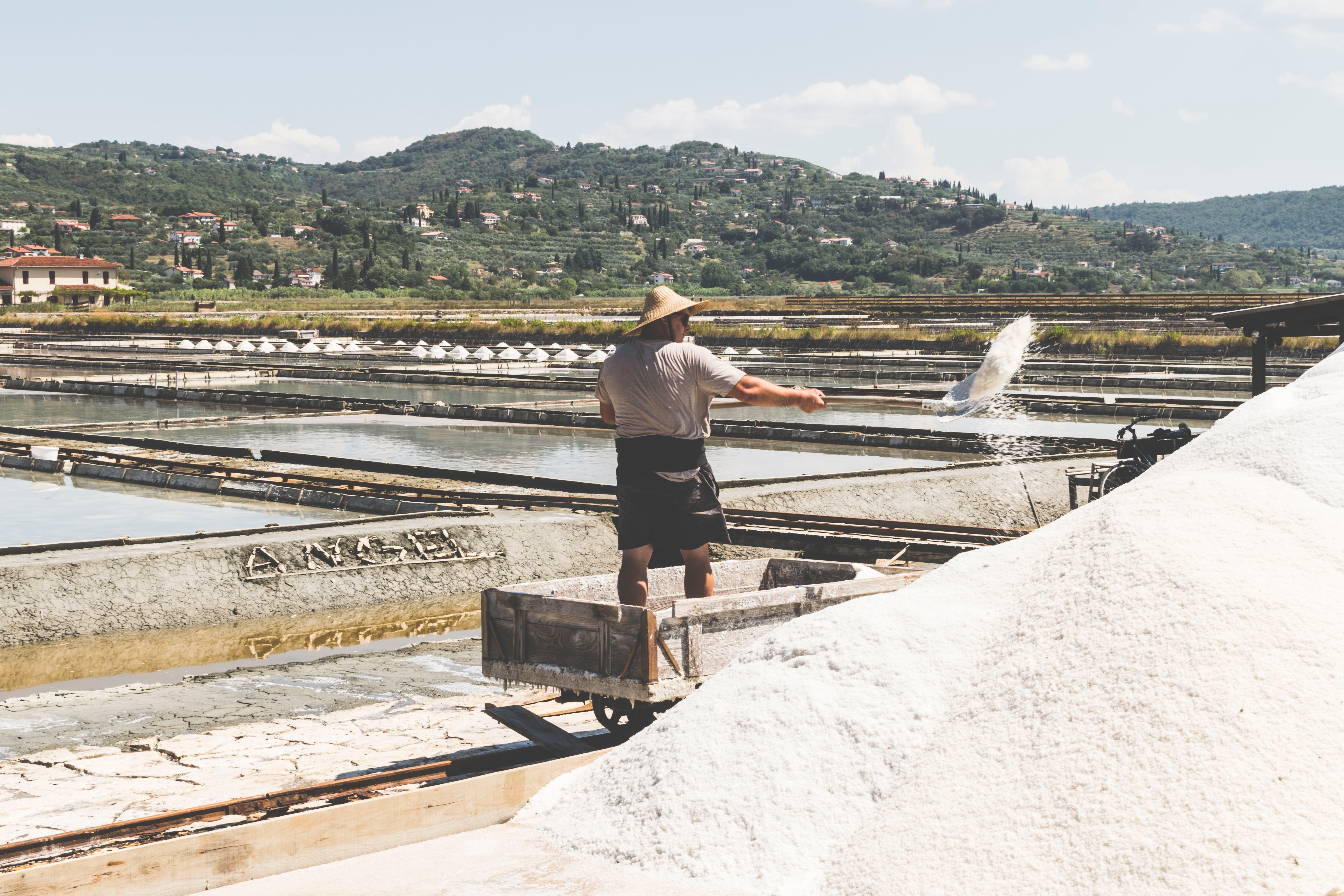
Salzgewinnung in Sečovlje

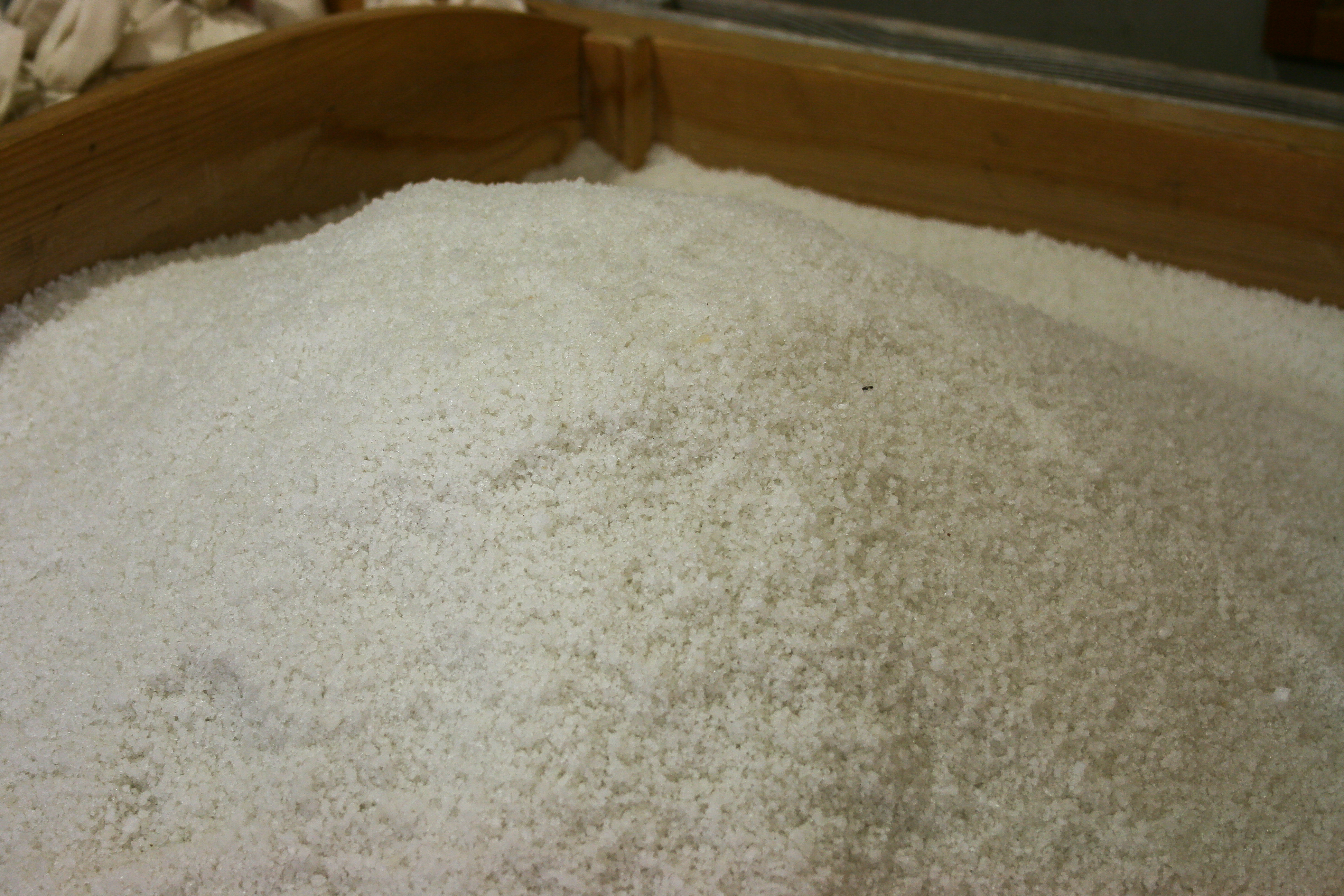
Gewonnenes Salz der Salinen

Salzgewinnung wird hier seit 700 Jahren betrieben. Lera wird heute noch zur Erhaltung der traditionellen Salzgewinnung in geringerem Umfang und nach wie vor ohne Einsatz von Maschinen bewirtschaftet. Es sind die nach den Salinen von Strunjan nördlichsten noch aktiven Salinen im Mittelmeerraum. Sie sind jährlich 4 Monate in Betrieb, vom 24. April bis zum 25. August. Das gewonnene Salz wird dann in Portorož in der 1858 erbauten Salzlagerhalle Magazen grando zwischengelagert und verpackt. Die besten Arbeiter gewinnen ca. 100 bis 120 t Salz in zwei Monaten. Im Jahre 1993 wurde mit insgesamt 12437 Tonnen Salz ein Rekordergebnis der letzten 40 Jahre erzielt (d. h. seit dem Jahr 1985). Durchschnittlich wurden in den letzten 10 Jahren 1600 t Salz jährlich erzeugt. Es muss betont werden, dass diese Art der Salzgewinnung sehr wetterabhängig ist. Größere Regenfälle können die Salzlake zu sehr verdünnen und vor allem die wichtige Unterlage, die Petola-Schicht zerstören. In den vergangenen Jahren erschwerte ein Mangel an Arbeitskräften die Salzgewinnung. Im Jahre 2024 betreuten 9 Festangestellte Salzarbeiter und 8 Hilfskräfte die 26 Felder. Daher wurden 9 Felder nur zum Teil bewirtschaftet.
In Fortanigge wurde die Salzgewinnung in den 1960er Jahren aufgegeben. Die Ruinen der Salinenarbeiterhäuser sind hier bereits von der Natur zurückerobert, die Meeresdämme sind überspült.

## Pflanzenwelt
Die Salzfelder, Kanäle und Erdwälle sind ein bedeutendes Biotop für Pflanzen und Tiere, die auf hohen Salzgehalt im Wasser spezialisiert sind. Vor allem Fortanigge ist geprägt durch Schilf und die zum Teil von Halophytenwiesen bewachsenen Becken. Häufig vorkommende Salzpflanzen sind der Queller, die Portulak-Keilmelde und die Strandsode. Der auffälligste Halophyt ist aber der Strandflieder mit winzigen violetten Blüten und Salzdrüsen auf den Blättern. Im Herbst färben sich die Halophytenwiesen wegen des Stickstoffmangels rot-violett.

## Tierwelt
Ein für die Salzbecken charakteristisches Tier ist der Salinenkrebs, eine knapp 1 cm große, rote Planktonart. Dem hohen Salzgehalt im Wasser ist auch der Mittelmeerkärpfling gut angepasst.
Im Wesentlichen wird die Tierwelt jedoch von Vögeln dominiert. Über 270 Vogelarten wurden dokumentiert, von denen 90 auch hier brüten, u. a. der Stelzenläufer, die Zwergseeschwalbe, die Weißkopfmöwe, die Fluss-Seeschwalbe und der Seeregenpfeifer. Dadurch gelten die Salinen als das bedeutendste Brutgebiet Sloweniens. Drei Reiherarten leben ganzjährig in den Salinen, auch wenn sie nicht hier brüten: der Silberreiher, der Graureiher und der kleinere Seidenreiher. Am beeindruckendsten ist die Vogelfauna im Frühling und Herbst, wenn Schwärme von Zugvögeln in den Salinen Rast machen.

## Sonstiges
1993 wurden die Salinen von der Ramsar Konvention in die Liste der Feuchtgebiete von internationaler Bedeutung aufgenommen.
2001 wurde dem Gebiet von der slowenischen Regierung der Status eines Nationaldenkmals zuerkannt.
Für Besucher gibt es ein Salzwerkmuseum und ein kleines Informationszentrum.

## Bilder

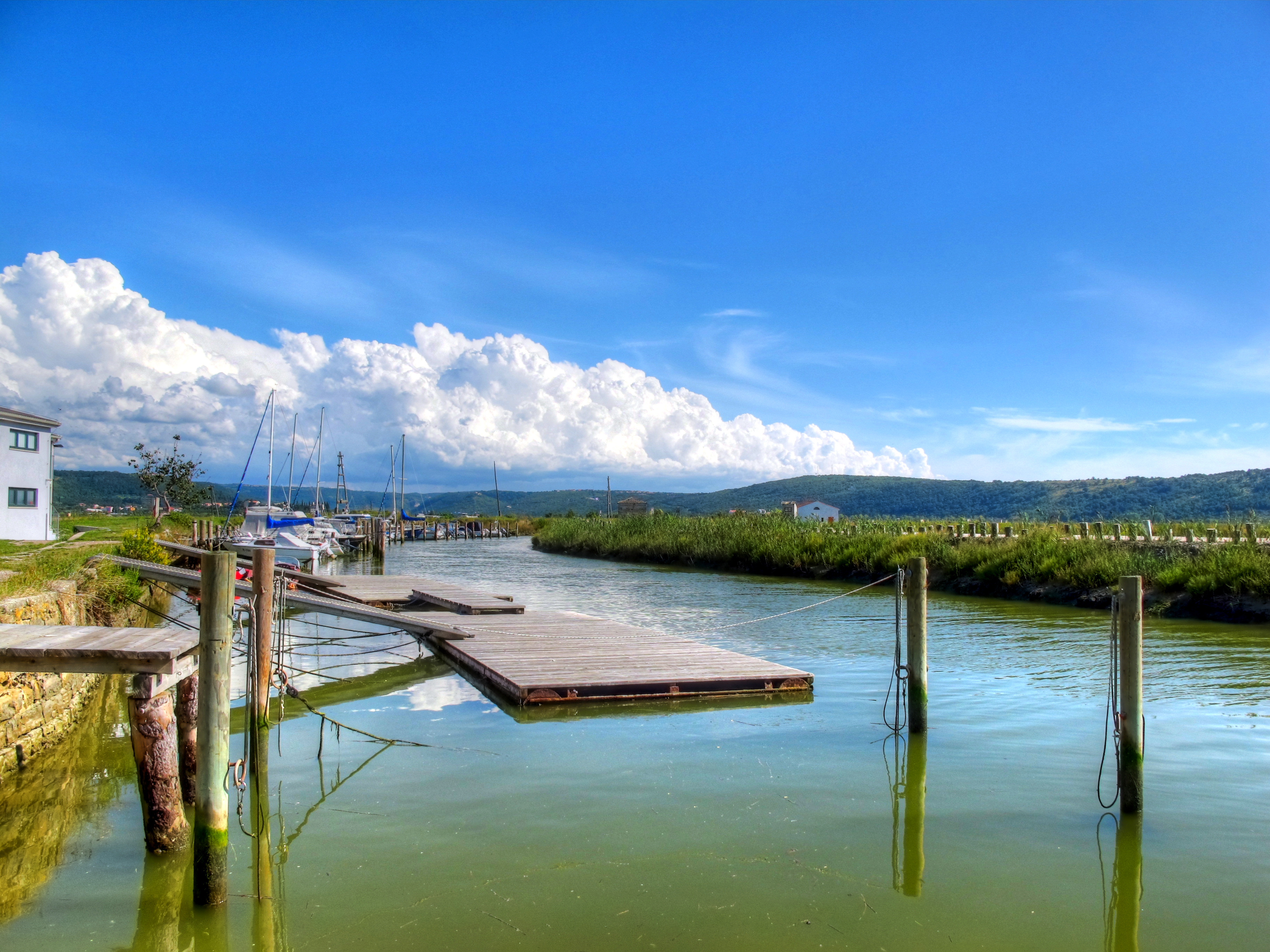
Bootsanlegestelle hinter dem „Salzmuseum“
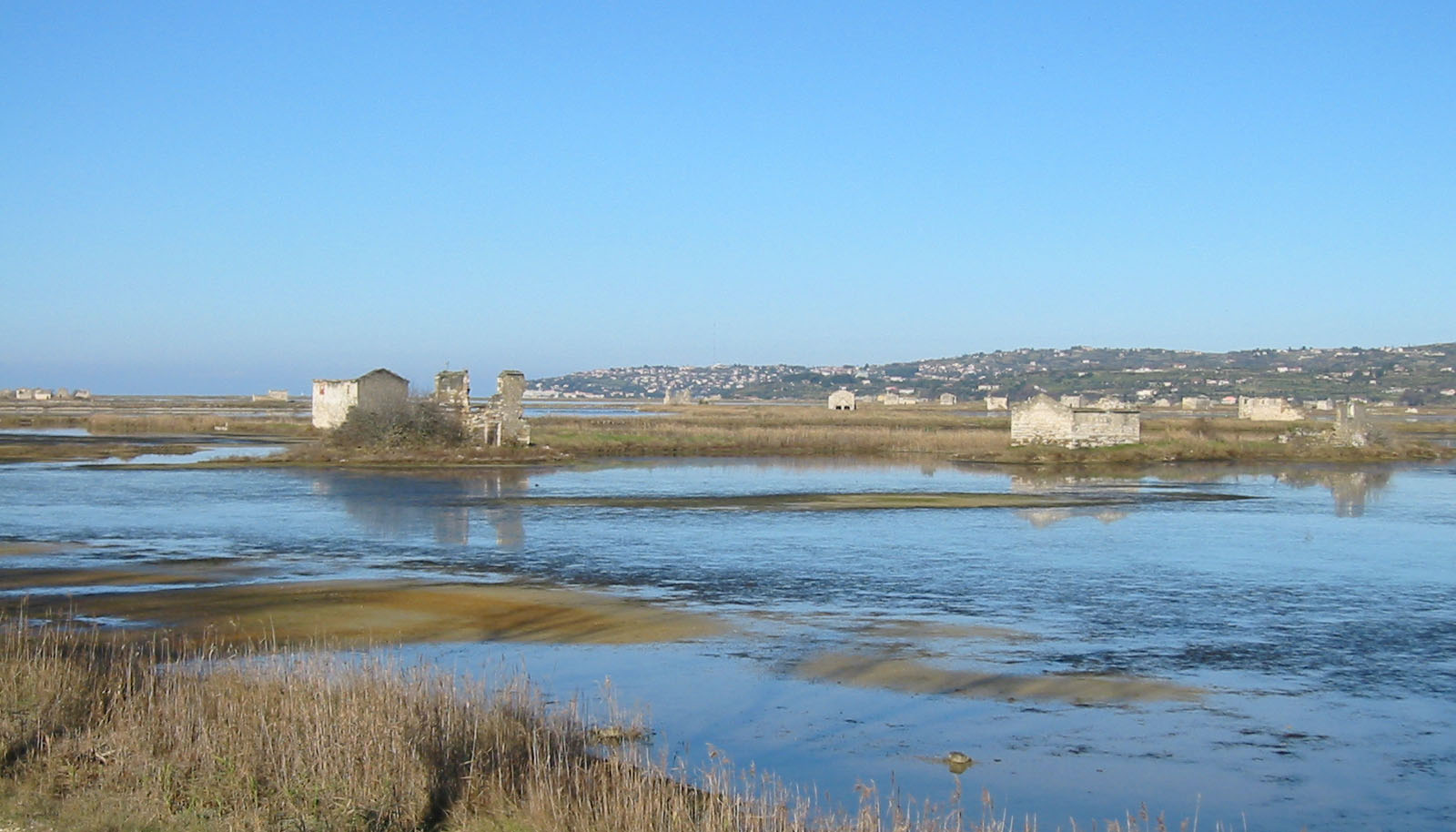
Salinen von Sečovlje
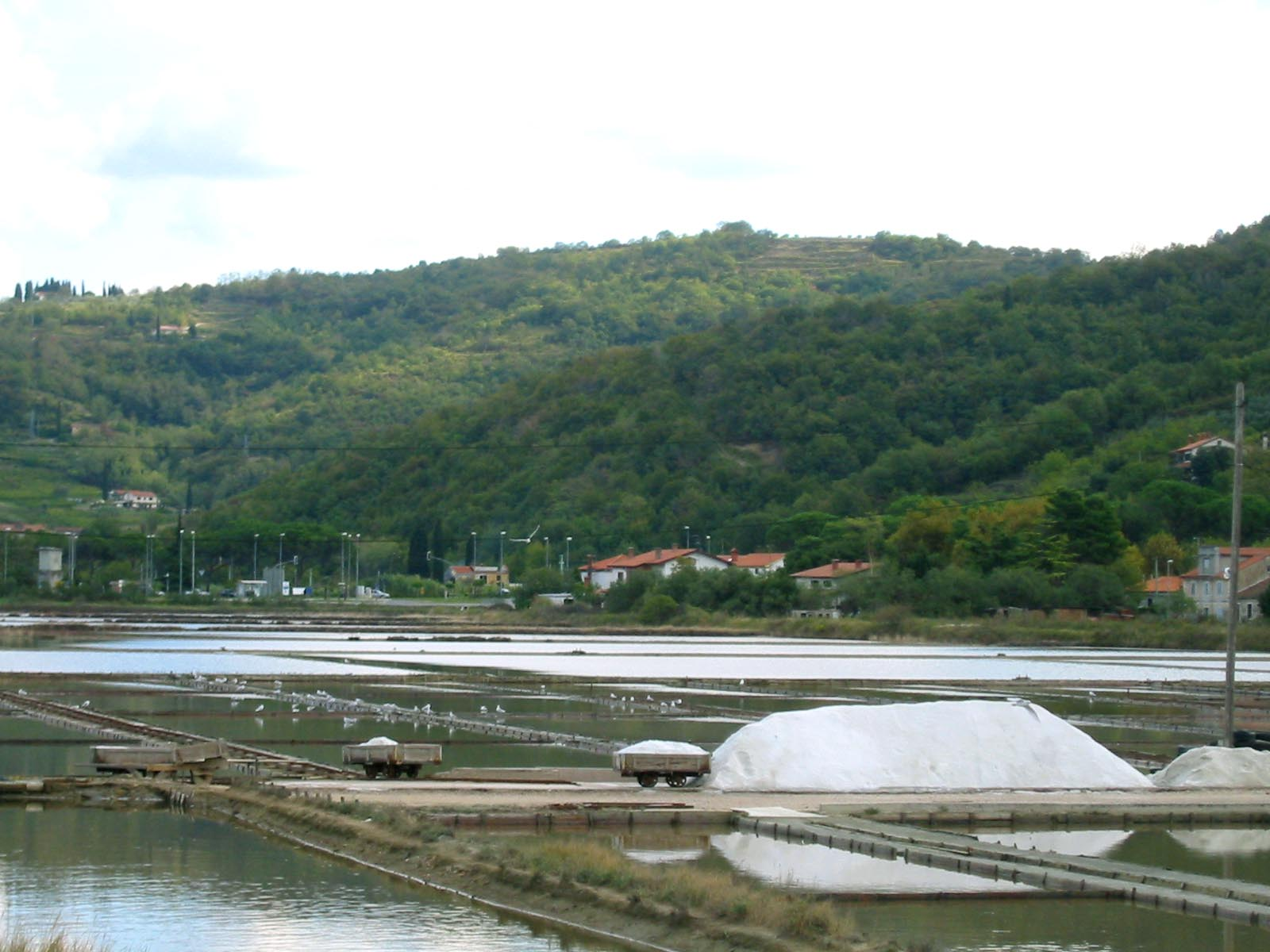
Salinen von Sečovlje
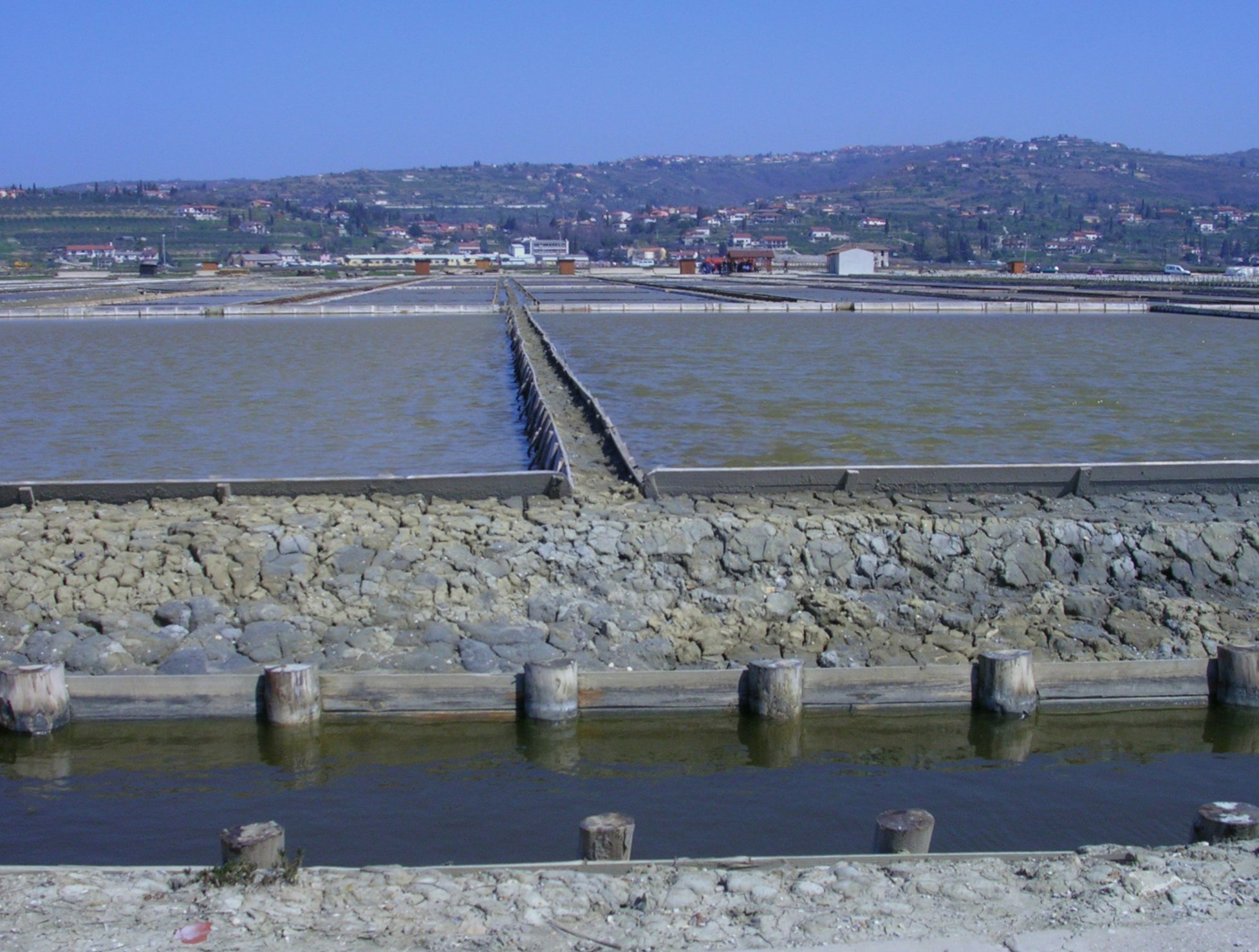
Salinen von Sečovlje
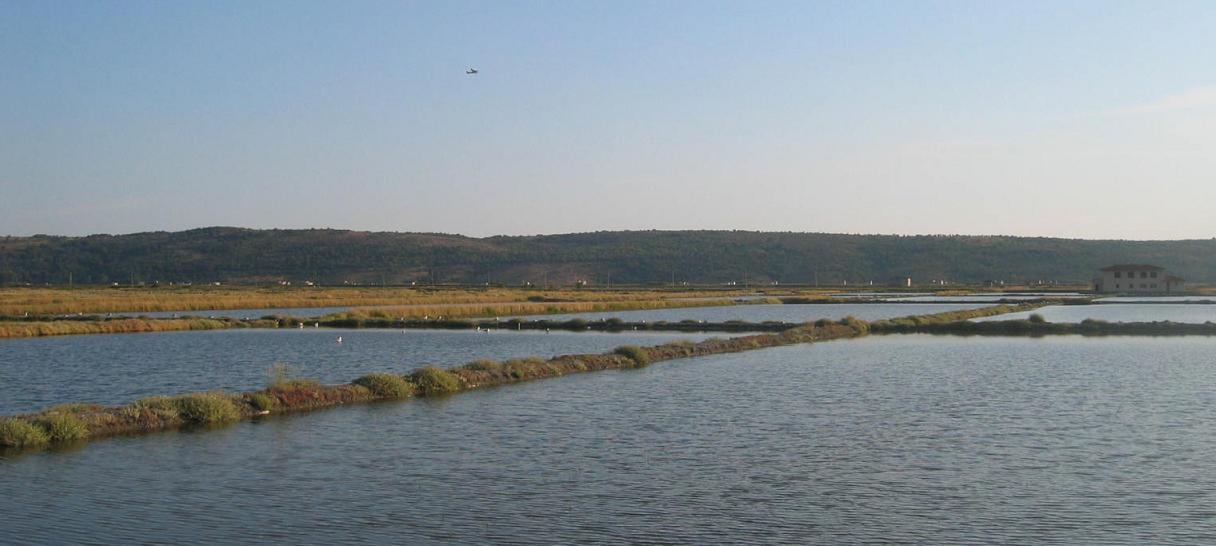
Salinen von Sečovlje
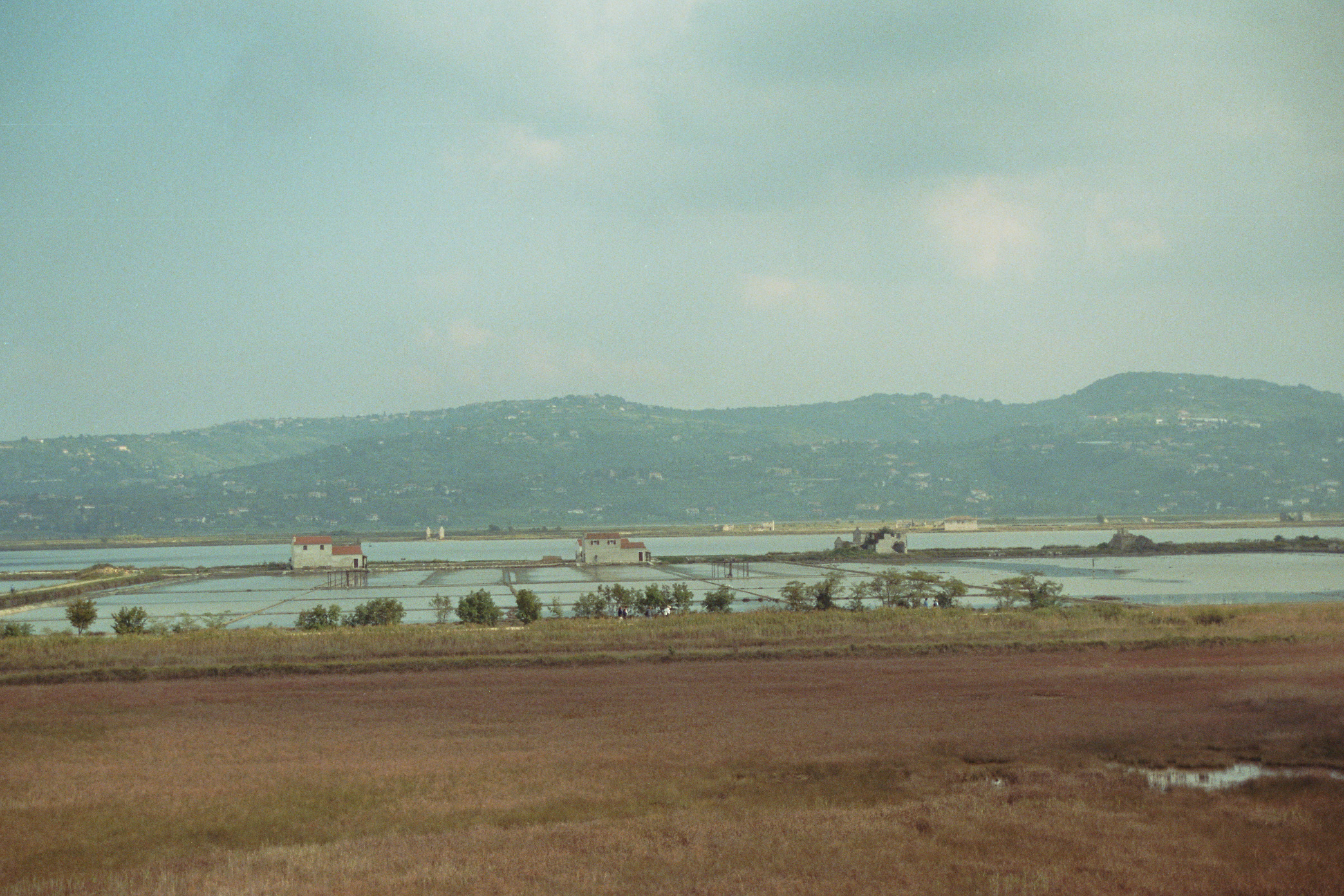
Salinen von Sečovlje